# Eva Bonné
Eva Bonné (geboren 1970 in Gevelsberg) ist eine deutsche Übersetzerin.

## Leben
Eva Bonné studierte Amerikanistik und Lusitanistik in Hamburg, Lissabon und Berkeley. Sie übersetzt seither Literatur aus dem Englischen, unter anderem von Sara Gran, Richard Flanagan, Amy Sackville und Michael Cunningham. Bonné erhielt 2006 und 2009 den Hamburger Förderpreis für literarische Übersetzungen, 2012 hatte sie ein Aufenthaltsstipendium für das New Yorker Ledig House. 2022 wurde ihr der mit 15.000 Euro dotierte Heinrich Maria Ledig-Rowohlt-Preis zugesprochen.

## Übersetzungen (Auswahl)
- Dolly Alderton: Gespenster. Atlantik, Hamburg 2021
- Claire-Louise Bennett: Kasse 19. Luchterhand, München 2023
- Agatha Christie: Und dann gab's keines mehr. Atlantik, Hamburg 2023
- Charles Cumming: Das Istanbul-Komplott. Goldmann, München 2015
- Charles Cumming: Die London-Connection. Goldmann, München 2017
- Michael Cunningham: Die Schneekönigin. Roman. Luchterhand, München 2015
- Rachel Cusk: Outline. Roman. Suhrkamp, Berlin 2016
- Rachel Cusk: In Transit. Roman. Suhrkamp, Berlin 2017
- Rachel Cusk: Kudos. Suhrkamp, Berlin 2018
- Rachel Cusk: Über das Mutterwerden. Suhrkamp, Berlin 2019
- Rachel Cusk: Danach. Über Ehe und Trennung. Suhrkamp, Berlin 2020
- Nina Darnton: Todesstiche. Goldmann, München 2017
- Anne Enright, Vogelkind, Penguin, 2025
- Jill Alexander Essbaum: Hausfrau. Roman. Eichborn, Köln 2015
- Zelda Fitzgerald: Himbeeren mit Sahne im Ritz. Erzählungen. Manesse, Zürich 2016
- Richard Flanagan: Der schmale Pfad durchs Hinterland. Piper, München 2015
- Vanessa F. Fogel: Hertzmann's Coffee. 2014
- Sara Gran: Dope. Droemer, 2015
- Sara Gran: Die Stadt der Toten: Ein Fall für die beste Ermittlerin der Welt. Droemer, 2012
- Sara Gran: Das Ende der Welt: Claire DeWitt ermittelt. Ein neuer Fall für die beste Ermittlerin der Welt. Droemer, 2013
- Sara Gran: Das Ende der Lügen. Heyne, München
- Randall Kenan: Der Einfall der Geister (zusammen mit Aminata Cissé). Suhrkamp, Berlin 2022
- Sarah Lotz: Die Drei. Goldmann, München 2014
- Sarah Perry: Nach mir die Flut. Roman. Eichborn, Köln 2018
- Sarah Perry: Die Schlange von Essex. Roman. Eichborn, Köln 2017
- Paddy Richardson: Der Vogelbrunnen. Droemer, 2010
- Paddy Richardson: Der Frauenfänger. Knaur, 2012
- Paddy Richardson: Komm spiel mit mir. Droemer, 2012
- Paddy Richardson: Deine Schuld. Knaur, 2015
- Richard Powers: Das große Spiel, Penguin, 2024
- Amy Sackville: Ruhepol. Roman. Luchterhand, München 2012
- Amy Sackville: Reise nach Orkney. Roman. Luchterhand, München 2016
- Gloria Steinem: My Life on the Road. btb, München 2016
- Pauls Toutonghi: Die Geschichte von Yuri Balodis und seinem Vater, der eigentlich Country-Star war. Rowohlt, Berlin 2009
- Pauls Toutonghi: Die Sphinx von Montana. Rowohlt, Berlin 2013
- Lea Ypi: Frei. Erwachsenwerden am Ende der Geschichte. Suhrkamp, Berlin 2022
- Sofka Zinovieff: Athen, Paradiesstraße. dtv, München 2013